# 瑪利亞達什特村
瑪利亞達什特村（波斯語：ملجادشت，罗马化：Maljā Dasht），是伊朗吉兰省阿姆拉什县兰库区科吉德鄉的村。2006年人口普查顯示該村人口为38人，分布在15个家庭中。